# Katsuhiko Sasaki
Katsuhiko Sasaki (佐々木 勝彦, Sasaki Katsuhiko, nasceu em Tóquio, 24 de dezembro de 1944) é um ator e dublador japonês que trabalhou para Seinenza Theater Company. Fez várias dublagens de filmes e desenhos animados conhecidos. Ele é o filho de Minoru Chiaki.